# 13015 Noradokei
13015 Noradokei este o planetă minoră (asteroid), cu un diametru de 6,26 km, din centura de asteroizi. A fost descoperită pe 14 decembrie 1987 la Geisei⁠(d) de Tsutomu Seki. 
Obiectul prezintă o orbită caracterizată de o semiaxă mare de 2,5564358 UAi, o excentricitate de 0,27, o înclinație de 16,52066 ° în raport cu ecliptica.